# Cristina Nichita
Cristina Nichita este o creatoare de modă și politician român, deputat în Parlamentul României în mandatul 2012-2016 din partea USL Iași.